# Tamás Kulcsár
Tamás Kulcsár (Debrecen, 13 ottobre 1982) è un calciatore ungherese, attaccante dell'Unione FC Budapest.

## Carriera
Ha giocato nella massima serie dei campionati ungherese e polacco.